# Konstantin von Neurath
Cet article concerne le dignitaire nazi. Pour le philosophe, sociologue et économiste autrichien, voir Otto Neurath.
Konstantin von Neurath est un diplomate et homme politique allemand, membre du parti nazi à partir de 1937, né le 2 février 1873 à Vaihingen-sur-l'Enz où il meurt le 14 août 1956.

## Diplomate
Il est ambassadeur à Rome, auprès du royaume d'Italie de 1921 à 1930, partageant avec d'autres diplomates certaines de ses conclusions sur les échecs et les succès de la politique étrangère menée par le royaume dans les années 1920, puis à Londres de 1930 à 1932.

## Ministre des Affaires étrangères

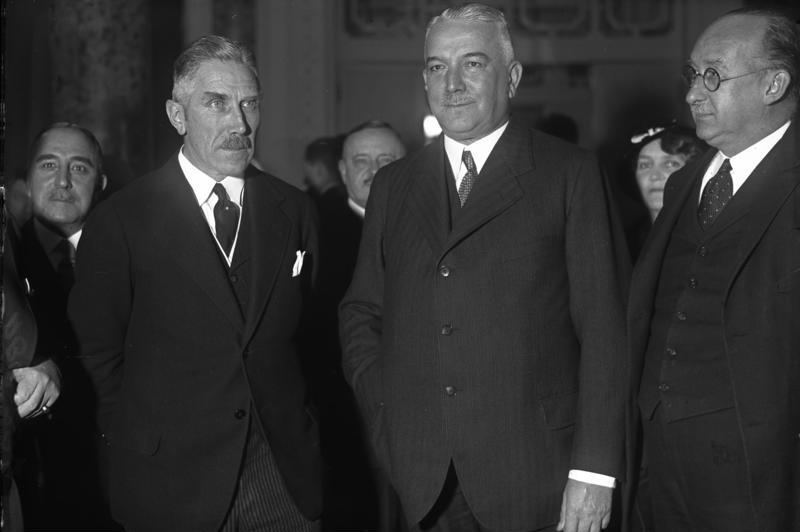
Franz von Papen et Konstantin von Neurath lors d'une réception de la presse étrangère en novembre 1932.

Conservateur, il devient ministre des Affaires étrangères du gouvernement de Franz von Papen, position qu'il occupe encore dans les gouvernements de Kurt von Schleicher et d'Adolf Hitler, garantissant, avec d'autres, une certaine continuité entre les cabinets qui se succèdent à partir de 1932. 
Reconduit dans ses fonctions au sein du cabinet Hitler mis en place le 30 janvier 1933, il constitue un garant de la continuité de la politique extérieure du Reich, qui rassure les diplomates étrangers, français notamment, et représente des milieux politiques avec lesquels Hitler et ses proches doivent dans un premier temps composer. Il tente ainsi, en mars 1933, d'infléchir certains aspects de la politique antisocialiste menée par le NSDAP. Bien que conservateur, il s'oppose cependant rapidement à l'un des principaux acteurs de l'arrivée d'Hitler au pouvoir, Hugenberg, également conservateur, dont il soutient la mise à l'écart en juin 1933.
Toutefois, il doit renoncer au monopole de son ministère sur la politique extérieure du Reich, et doit composer avec de nombreux acteurs institutionnels et officines gravitant autour du parti nazi, Hitler notamment, mais aussi Rosenberg, ou encore Ribbentrop. 
Il organise ainsi le retrait allemand de la Société des Nations en 1933, sous la pression des militaires. Il est le négociateur allemand du traité naval germano-britannique en 1935 et de la remilitarisation de la Rhénanie en 1936. Neurath est cependant désavoué par Hitler lorsqu'il s'oppose à la conclusion d'un pacte de non agression avec la Pologne, bien que celui-ci lui reconnaisse certains mérites. Dans le courant de l'année 1936, peu de temps avant la remilitarisation de la Rhénanie, il acquiert la certitude de l'inaction du Royaume-Uni et de la France, fournissant ainsi l'assurance d'une victoire diplomatique du Troisième Reich.
Il s'oppose notamment à l'anticléricalisme du Troisième Reich.
Selon l'historienne Annie Lacroix-Riz, en dépit de son désaveu partiel lors de la négociation du traité germano-polonais, il aurait continué à exercer une certaine influence sur la politique allemande durant la période 1937-1938.
En 1937, il adhère au parti nazi et est nommé par Himmler au grade de SS-Obergruppenführer, ce qui n'empêche pas son éviction progressive des prises de décision régissant la vie politique du Reich, y compris dans sa sphère de compétence : son ministère est ainsi noyauté par un certain nombre de membres de la Schutzstaffel, proches de Heinrich Himmler. Malgré cette éviction progressive, il est cependant présent à la réunion du 5 novembre 1937, au cours de laquelle Hitler expose ses ambitions expansionnistes, à savoir, dans un premier temps, l'Anschluss, le rattachement des Sudètes au Reich et la prise de contrôle du reste de la Tchécoslovaquie ; devant ce programme, il fait partie de ceux qui expriment leur inquiétude quant à la réaction des autres puissances européennes, ce qui conduit Hitler et ses proches à le « mettre hors-jeu ». 
En février 1938, dans le contexte de l'affaire Blomberg-Fritsch, il est poussé à la démission de son poste de ministre, où il est remplacé par Joachim von Ribbentrop, acteur de plus en plus important des Affaires étrangères dans le Reich depuis quelques années. Nommé conseiller auprès du nouveau ministre ou encore président d'un cabinet secret (censé conseiller Hitler, mais qui ne se réunit jamais), il garde le titre de ministre sans portefeuille, mais son rôle est désormais marginal.

## Gouverneur de Bohême-Moravie

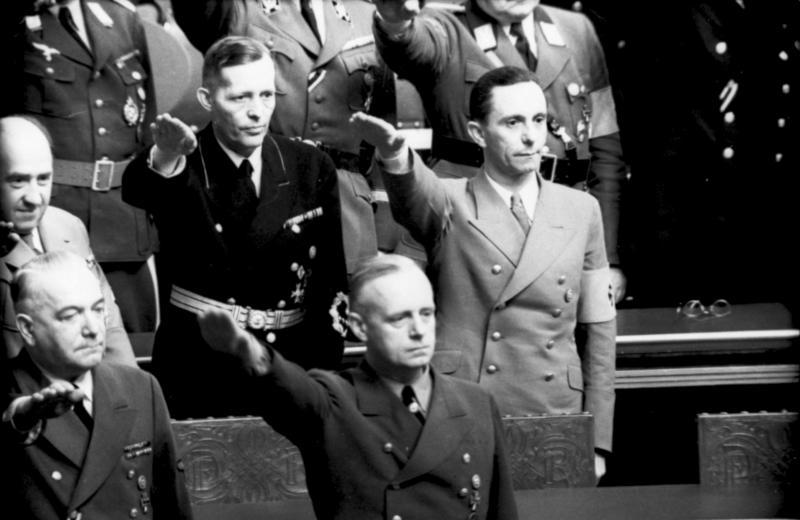
Konstantin von Neurath (à gauche au premier plan), lors de la séance du Reichstag le 4 mai 1941.

En mars 1939, il est nommé gouverneur de Bohême-Moravie, mais il ne dispose d'aucune compétence en matière de police et de maintien de l'ordre, ces domaines étant confiés à la SS et au représentant sur place de Himmler, Karl Hermann Frank, adjoint du gouverneur et Höhere SS- und Polizeiführer du protectorat. Seul parmi les principaux responsables territoriaux à ne pas être un ancien combattant du parti nazi, il applique les lois interdisant les partis, les syndicats, les manifestations et contrôlant la presse, mais est considéré comme peu efficace. En septembre 1941, Hitler lui nomme un adjoint (Stellvertretender) Reinhard Heydrich, qui le remplace de fait avec le titre de vice-gouverneur. À la suite de l'assassinat de ce dernier en juin 1942, sa position reste identique, Heydrich étant remplacé dans ses fonctions par le SS-Oberst-Gruppenführer Kurt Daluege, lequel garde ses fonctions de chef de l’Ordnungspolizei.
Neurath est finalement officiellement remplacé par Wilhelm Frick en août 1943 : il est alors âgé de 70 ans. Frick, qui vient d’achever dix ans de service au poste de ministre de l’Intérieur et n'a plus les faveurs du Führer, n'aura aussi qu'un rôle de représentation à Prague.

## Fin de vie
Évincé de la totalité de ses fonctions en 1943, il est néanmoins pressenti comme ministre des Affaires étrangères par Karl Dönitz après le suicide de Hitler, contre l'avis de Ribbentrop, mais le désordre dans ce qui subsiste du Reich en mai 1945 empêche sa consultation et sa nomination.

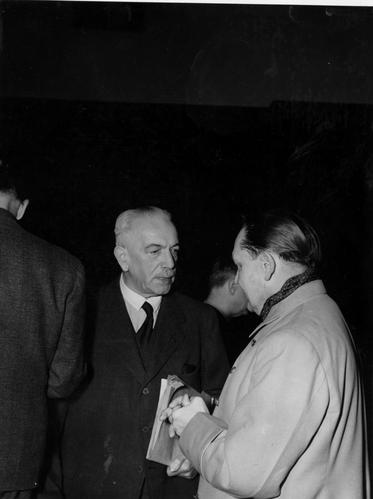
Konstantin von Neurath et Göring lors d'une suspension de séance lors du procès de Nuremberg.

Après la Seconde Guerre mondiale, il comparaît devant le tribunal de Nuremberg, avec quatre chefs d'inculpations : crime contre la paix, conspiration, crime de guerre, crime contre l'humanité. Au moment du verdict, en octobre 1946, il est reconnu coupable de ces quatre charges et condamné à une peine de prison de quinze ans. Il est libéré de la prison de Spandau, pour raisons de santé, en 1954, et meurt deux ans plus tard.